# Giuseppe Camuncoli
Giuseppe Camuncoli, noto anche con lo pseudonimo di Cammo (Reggio Emilia, 2 marzo 1975), è un fumettista italiano.

## Biografia
Autodidatta e amante del disegno fin da piccolo, frequenta nel 1990 un corso di fumetti tenuto da Onofrio Catacchio e fonda, a conclusione del corso, insieme agli altri studenti, un laboratorio di fumetto e una rivista, Arena - di cui usciranno soltanto 3 numeri - in cui avverrà il suo primissimo esordio.
Il debutto come professionista avviene però nel 1997 con Bonerest, scritto da Matteo Casali, con il quale forma lo studio Innocent Victim. In seguito pubblica due episodi della serie Quebrada, ma soprattutto grazie alla pubblicazione in volume di Bonerest ad opera della Magic Press, Camuncoli si propone al mercato statunitense. Si reca per tre anni di seguito alla Comic-Con di San Diego, finché non viene notato.
Dal novembre 2000, infatti, inizia a collaborare con la DC Comics, per cui realizza vari numeri delle serie Vertigo più importanti, come Swamp Thing, Hellblazer, la miniserie Vertigo Pop: Bangkok. Ha realizzato anche alcuni numeri di Batgirl. Nel 2002 lavora anche per la Marvel Comics a una storia di Spiderman's Tangled Web, scritta da Brian Azzarello.
È il copertinista ufficiale dell'edizione italiana (saldaPress) del manga Tiger mask.
Nel 2003 esce negli Stati Uniti il fumetto Intimates ideato insieme a Joe Casey e Jim Lee – di cui Camuncoli è sempre stato un ammiratore – che è il copertinista della collana. Intimates narra le vicende di giovani supereroi e della scuola che frequentano. Intimates si è concluso con il numero 12, sia per le scarse vendite, sia per i troppi impegni dei suoi creatori, richiesti su altre testate.
Ha realizzato anche un numero speciale di Diabolik intitolato Colpo a Spaccanapoli.
Nel 2006/2007 lavora a 2 numeri della serie 52 della DC Comics, e nel 2008 ad una nuova serie di Hellblazer.
Inoltre Camuncoli è sempre attivo nel mondo dei comic statunitensi, disegnando numeri speciali sia per la Marvel (Ms. Marvel special e la miniserie Captain Atom: Armageddon) e varie copertine.
Nell'ottobre 2007 è uscita la sua prima graphic novel Il vangelo del coyote, su testi di Gianluca Morozzi, a questa seguono l'adattamento a fumetti del romanzo di Luciano Ligabue La neve se ne frega e il seguito della serie creata da Hugo Pratt Gli scorpioni del deserto, entrambi su testi di Matteo Casali.
Nel 2008 realizza le matite dello one shot Immortal Iron Fist: Orson Randall and the Death Queen of California e della miniserie X-Infernus per la Marvel Comics.
Da ottobre 2008 è direttore artistico della Scuola Internazionale di Comics, Accademia delle Arti Figurative e Digitali, sede di Reggio Emilia.
Nel 2009 ha disegnato una breve storia per il terzo Dylan Dog Color Fest su testi di Tito Faraci e alcuni numeri della miniserie Dark Wolverine.
È attualmente disegnatore ufficiale della serie DC Comics Hellblazer.
Camuncoli, insieme a Jim Lee, Brian Azzarello e Matteo Casali, lavora al progetto Batman: Europa, ideato appositamente per il mercato europeo, in cui il famoso supereroe visiterà alcune capitali europee. A Camuncoli è stata assegnata l'elaborazione dei layout delle tavole dell'intera miniserie, che verrà realizzata da un disegnatore diverso per ciascun albo. La miniserie, composta di quattro numeri, è stata annunciata ufficialmente dalla DC il 6 ottobre 2010.
Dal 2011 al 2017, per i testi di Dan Slott, realizza i disegni per la collana statunitense The Amazing Spider-Man e, nel 2013, per la collana americana The Superior Spider-Man, entrambe dedicate all'Uomo Ragno. Nel 2018 ha cominciato a lavorare per la nuova collana fumettistica dedicata a Star Wars.
Nel 2019 collabora con gli autori Scott Snyder e Charles Soule per dare vita all'opera distopica Undiscovered Country, serie a fumetti pubblicata dalla casa editrice indipendente Image Comics.